# Elyesa Bazna
Elyesa Bazna (født 28. juli 1904, død 21. december 1970) var en hemmelig agent for Nazi-Tyskland under anden verdenskrig, der opererede under kodenavnet Cicero.
| Biografi | Spire Denne biografi er en spire som bør udbygges. Du er velkommen til at hjælpe Wikipedia ved at udvide den. |